# Tachyphonus cristatus
Tachyphonus cristatus là một loài chim trong họ Thraupidae.
Loài chim này được tìm thấy ở Bolivia, Brazil, Colombia, Ecuador, Guiana thuộc Pháp, Guyana, Peru, Suriname, và Venezuela. Môi trường sống tự nhiên của chúng là rừng ẩm vùng đất thấp nhiệt đới hoặc cận nhiệt đới và vùng cây bụi khô nhiệt đới hoặc cận nhiệt đới. Mười phân loài hiện đang được công nhận.